# Алисия Алигатти
Алисия Алигатти (англ. Alicia Alighatti, настоящее имя Элли Мердок, англ. Ellie Murdoch, род. 21 июня 1984, Истон, Пенсильвания) — американская порноактриса, лауреат премии AVN Awards.

## Биография
Родилась 21 июня 1984 года в Истоне, Пенсильвания. Начала работать в 13 лет в конноспортивном комплексе Bit By Bit, затем работала ассистентом в офисе до 2002 года. Посещала колледж в Линчберге, штат Виргиния, с 2001 по 2004 год (специализация — международные отношения и французский язык). В 2004 году она бросила обучение, и дебютировала в порноиндустрии, в возрасте около 20 лет. Сценическое имя связано с Данте Алигьери. Снималась для таких студий, как Red Light District Video, Evil Angel, Digital Playground, Platinum X Pictures и другие.
В 2006 году получила две премии AVN Awards за фильм Darkside, снятый режиссёром Джеймсом Авалоном для продюсерской компании Red Light District.
Ушла из индустрии в 2013 году, снявшись в 162 фильмах. У Алисии натуральная грудь, нет татуировок и пирсинга.

## Награды
- 2006 AVN Awards — «лучшая сцена орального секса» (фильм) за Darkside[5]
- 2006 AVN Awards — «лучшая сцена группового секса» (фильм) за Darkside[5]

## Избранная фильмография
- 2 on 1 #22 (2005)
- A2m 5 (2005)

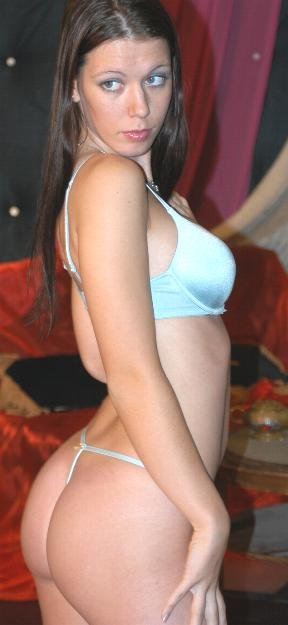
Алигатти на съёмочной площадке фильма I Dream Of Chasey

- Appetite for Ass Destruction 3 (2005)
- Baker’s Dozen 7 (2005)
- Barefoot Maniacs 3 (2005)
- Chocolate Cream Pies (2005)
- Cream Filling 3 (2005)
- Crimes of the Ass (2005)
- Cumshitters 2 (2005)
- Darkside (2005)
- Deep Throat This 24 (2005)
- Direct Deposit (2005)
- Double Cum Cocktails 2 (2005)
- Down the Hatch 15 (2005)
- Dream Teens 4 (2005)
- The Evil Vault 2 (2005)
- Good Whores Take It In The Ass 1 (2005)
- Good Girls Gone Black 3 (2005)
- I Can’t Believe I Took the Whole Thing 6 (2005)
- White Butts Drippin' Chocolate Nuts 5 (2005)
- White Chicks Gettin' Black Balled 12 (2005)
- Crimes Of the Ass (2006)